# Bitwa pod Ērģeme
Bitwa pod Ērģeme, (lub bitwa pod Ermes) – starcie pomiędzy wojskami zakonu krzyżackiego w Inflantach dowodzonych przez wielkiego marszałka Philippa Schall von Bella a rosyjskim korpusem Wasilija Barbaszyna. Była to ostatnia bitwa w otwartym polu stoczona przez siły zakonu krzyżackiego w Inflantach.

## Przebieg
Z początkiem lata 1560 rosyjskie wojska rozpoczęły oblężenie głównej twierdzy północnych Inflant – Felinu. Twierdzy bronił były Wielki Mistrz, komtur Felinu, Johann Wilhelm von Fürstenberg. Korpus Wasilija Barbaszyna – 12 tys. jazdy – otrzymał rozkaz odcięcia drogi do twierdzy od strony morza. 2 sierpnia siły rosyjskie dotarły w pobliże Ērģeme, gdzie postanowiono założyć obóz.
W tym samym czasie w rejonie rosyjskiego obozu operowały główne siły krzyżaków: 330 braci zakonnych oraz ok. 500 najemników. Dowodził nimi wielki marszałek Zakonu Philipp Schall von Bell. Zadaniem tego zgrupowania była obrona okolicy przed ewentualnym atakiem ze strony Rosji lub Danii (Duńczycy kontrolowali wyspy Sarema, Hiuma oraz okolice Haapsalu na stałym lądzie).
2 sierpnia zwiad zakonny w sile 30 ludzi dostrzegł 500-konny patrol rosyjski. Po krótkiej wymianie ognia Rosjanie wycofali się do obozu aby wszcząć alarm. Dwunastu zakonników ruszyło za Rosjanami, ale wobec ich przewagi wycofali się. Pozostali zawrócili do obozu aby powiadomić wielkiego marszałka o pojawieniu się wroga. Marszałek von Bell zebrał podległe mu siły i zdecydował się na walkę, gdyż nie wiedziano z jak licznym przeciwnikiem się spotkają. W pierwszej fazie bitwy, krzyżacy znieśli rosyjskie czaty i wpadli pomiędzy główne siły nieprzyjaciela. Wtedy też zostali otoczeni przez wielokrotnie liczniejsze siły rosyjskie. Odwrót został odcięty, a w walce wręcz wojska zakonne zostały rozgromione.
Poległo 261 rycerzy i najemników w służbie krzyżaków. Straty rosyjskie nie są znane dokładnie, ale poległych na miejsce spalenia zwłok przewieść musiano 14 wozami.

## Po bitwie
Wielki marszałek, jego brat Werner oraz ocaleli z bitwy dostali się do niewoli. Najprawdopodobniej najwyższych rangą braci, w tym marszałka, przewieziono do Moskwy, gdzie pięciu z nich stracono na rozkaz Iwana IV. Według innej wersji, Philipp i Werner Schall von Bellow oraz trzej inni dostojnicy zginęli z rozkazu dowodzącego Rosjanami Wasilija Barbaszyna. Za to car miał go pozbawić dowództwa.
Pozbawiona posiłków i odcięta twierdza felińska skapitulowała jeszcze w sierpniu, po dwóch tygodniach oblężenia.